# 1976 en Alberta
Chronologie de l'Alberta
- 1972
- 1973
- 1974
- 1975
- 1976
- 1977
- 1978
- 1979
- 1980

Cette page concerne des événements qui se sont produits durant l'année 1976 dans la province canadienne de l'Alberta.

## Politique
- Premier ministre :  Peter Lougheed du parti Progressiste-conservateur
- Chef de l'Opposition : Robert C. Clark
- Lieutenant-gouverneur :  Ralph Garwin Steinhauer
- Législature :

## Événements
- Mise en service:
  - du Scotia Centre, immeuble de bureaux de 155 mètres de hauteur situé à Calgary[1].
  - de la TD Tower, tour de bureaux de 117 mètres de hauteur située à Edmonton[2].

## Naissances
- 29 janvier : Paul Spence, acteur, musicien et journaliste né à Calgary. Il est connu pour son rôle dans le film indépendant Fubar : the movie, un faux documentaire de Michael Dowse remarqué au festival du film de Sundance en 2002.
- 31 janvier : David Van Drunen (né à Sherwood Park), joueur professionnel canadien de hockey sur glace[3].
- 17 février : Hnat A. Domenichelli (né à Edmonton), joueur canadien de hockey sur glace naturalisé suisse.
- 20 février : Dave Scatchard (né à Hinton), joueur professionnel de hockey sur glace[4].
- 23 mars : Nolan Baumgartner (né à Calgary), joueur professionnel canadien de hockey sur glace devenu entraîneur. Il évoluait au poste de défenseur[5].
- 20 avril : Chris Mason (né à Red Deer), joueur professionnel canadien de hockey sur glace évoluant au poste de gardien de but.
- 23 avril : Calvin Elfring (né à Lethbridge), joueur professionnel canadien de hockey sur glace.
- 7 mai : Steven Edward Reinprecht (né à Edmonton), joueur professionnel canadien de hockey sur glace[6].
- 19 mai : Jason N. Botterill (né à Edmonton), joueur de hockey sur glace professionnel[7] dans la Ligue nationale de hockey devenu dirigeant. Il est notamment nommé directeur général des Sabres de Buffalo avant d'être démis de ses fonctions à ce poste.
- 1 juin : Patrick Gilmore, né à Edmonton,  réalisateur et acteur canadien connu pour avoir joué le rôle de Dale Volker dans la série de science fiction Stargate Universe. Il a aussi été vu dans Battlestar Galactica et la série télévisée Eureka. Il est l'un des premiers acteurs à apparaître dans les trois séries télévisées Stargate, avec Richard Dean Anderson, Amanda Tapping, Michael Shanks, Ona Grauer et Gary Jones.
- 6 juillet : Christopher Dingman (né à Edmonton), joueur professionnel retraité de hockey sur glace ayant évolué à la position d'ailier gauche.
- 13 juillet : Sheldon Sherrick Souray, né à Elk Point, joueur professionnel canadien de hockey sur glace. Il évoluait au poste de défenseur.
- 27 septembre : Daymond Langkow (né à Edmonton), joueur professionnel canadien de hockey sur glace[8],[9].
- 10 octobre : Shane Doan (né à Halkirk), joueur professionnel canadien de hockey sur glace. Il a évolué dans la Ligue nationale de hockey avec la même équipe pendant les 21 ans qu'a duré sa carrière[10].
- 27 décembre : Fernando Pisani (né à Edmonton), joueur professionnel de hockey sur glace canado-Italien.